# Euan McCabe
Euan McCabe (23 de octubre de 2005) es un deportista británico que compite en saltos de plataforma. Ganó una medalla de bronce en el Campeonato Europeo de Natación de 2024, en la prueba de plataforma 10 m sincro.

## Palmarés internacional
| Campeonato Europeo | Campeonato Europeo | Campeonato Europeo | Campeonato Europeo     |
| Año                | Lugar              | Medalla            | Prueba                 |
| ------------------ | ------------------ | ------------------ | ---------------------- |
| 2024               | Belgrado (Serbia)  | Medalla de bronce  | Plataforma 10 m sincro |